# 훈몽요초
훈몽요초(訓蒙要鈔)는 울산광역시 남구, 울산박물관에 있는 조선시대의 승려 지엄이 불교교리의 요긴한 점을 간추려 편찬한 책이다. 2011년 12월 29일 울산광역시의 유형문화재 제22호로 지정되었다.

## 개요
『훈몽요초』는 조선 초기의 승려 지엄이 불교교리의 요긴한 점을 간추려 편찬한 책으로, 선조 9년(1576) 오대산 월정사에서 간행된 목판본 『훈몽요초』에 금강산 표훈사의 <장로화상종선인연지도(長老和尙種善因緣之圖)>, 현종 1년(1660) 문경 배산호(裵珊瑚)의 <백장화상청규법(百丈和尙淸規法)>, 기미년 용흥사(龍興寺)의 <승가일용식시묵언작법(僧家日用食時默言作法)>이 합철되어 있다. 1책 22장으로 이루어졌으며, 크기는 세로 24.0cm, 가로16.5cm이다.
<장로화상종선인연지도>는 장로화상(長老和尙)이 생각하는 인연에 관한 내용이 수록되어 있으며, <백장화상청규법>은 백장 회해(百丈懷海, 720-814)가 선원에서의 집단생활에서 지켜야할 규범을 위반한 사람들에 대한 벌칙을 적어 놓은 것이다. <승가일용식시묵언작법>은 찬자미상으로 사찰에서 발우공양할 때 거행하는 의례의 절차를 기록한 것이다. 합철되어 있는 4종이 모두 전래되고 있는 것들 중 간행연도가 가장 빠른 것이거나 동일본을 찾을 수 없는 희귀성을 갖추고 있는 귀중한 자료들이다.

## 참고 자료
- 훈몽요초 - 국가유산청 국가유산포털